# Joseph Lenehan
Joseph R. Lenehan (* 1916 im County Mayo; † 6. Dezember 1981 im County Mayo) war ein irischer Politiker. Von 1961 bis 1965 und von 1969 bis 1973 war er Teachta Dála (Abgeordneter) im Dáil Éireann, des irischen Unterhauses, und von 1965 bis 1969 Mitglied des Seanad Éireann.

## Biografie
Lenehan war Pub-Besitzer. Er kandidierte 1944 erstmals im Wahlkreis Mayo North für die Fine Gael. Er wurde jedoch nicht gewählt. Auch bei den Wahlen 1951 blieb er ohne Erfolg. Er stieg dann bei der Fine Gael aus und kandidierte bei den Wahlen 1961 als unabhängiger Kandidat. Diesmal gelang es ihm, genügend Stimmen für einen Sitz zu erringen. Lenehan trat zur Fianna Fáil über und verlor bei den Wahlen 1965 seinen Sitz. Er wurde stattdessen von Taoiseach Seán Lemass in den Seanad nominiert. Bei den Wahlen zum Dáil Éireann 1969 gewann er dann im Wahlkreis Mayo West einen Sitz im Dáil. Doch schon 1973 verlor er den Sitz wieder. Bei weiteren Wahlen trat er nicht mehr an.